# ماورو مارتيني
ماورو مارتيني (بالإيطالية: Mauro Martini)‏ هو سائق سيارة سباق إيطالي، ولد في 17 مايو 1964 في ألفونسيني في إيطاليا.

## روابط خارجية
- ماورو مارتيني على موقع DriverDB.com (الإنجليزية)